# Lawrence Johnson
Lawrence Johnson, född den 7 maj 1974 i Norfolk, Virginia, är en amerikansk före detta friidrottare som tävlade i stavhopp.
Johnson deltog vid Olympiska sommarspelen 1996 och slutade då åtta efter att ha klarat 5,70. Vid inomhus-VM 1997 blev han silvermedaljör efter Igor Potapovitj med ett hopp på 5,85.
Johnson deltog vid Olympiska sommarspelen 2000 i den rekordjämna stavhoppsfinalen. Totalt fyra hoppare klarade höjden 5,90. Johnsson som tog höjden i andra försöken slutade två bakom landsmannen Nick Hysong som tog höjden i första försöket.
Hans sista stora mästerskap blev inomhus-VM 2001 då han vann guld med ett hopp på 5,95.

## Personligt rekord
- Stavhopp - 5,98